# Tetuán (Madrid)
Tetuán es un distrito perteneciente a la ciudad de Madrid (España) y organizado administrativamente en seis barrios: Bellas Vistas, Cuatro Caminos, Castillejos, Almenara, Valdeacederas y Berruguete.
El distrito de Tetuán es muy heterogéneo, tanto arquitectónica como socialmente. En él podemos encontrar desde modernos rascacielos, en el complejo AZCA, centro financiero de Madrid, hasta pequeñas casas de tipología rural o semirrural, herencia del barrio en sus orígenes, en la zona oeste del distrito. La calle Bravo Murillo, antigua calle O'Donnell en su primer tramo desde la Glorieta de Cuatro Caminos, y antigua Carretera "mala" de Francia, en su tramo final, vertebra el distrito.

## Geografía
El distrito queda limitado por las siguientes vías:
- Paseo de la Castellana: establece el límite con Chamartín.
- Calle de Sinesio Delgado: establece el límite con Fuencarral-El Pardo.
- Calle de Villaamil: establece el límite con Moncloa-Aravaca.
- Calle de Ofelia Nieto: establece el límite con Moncloa-Aravaca.
- Avenida de Pablo Iglesias: establece el límite con Moncloa-Aravaca.
- Avenida de la Reina Victoria: establece el límite con Chamberí.
- Calle de Raimundo Fernández de Villaverde: establece el límite con Chamberí.

## Barrios

Barrios del distrito de Tetuán

El distrito está conformado por los siguientes 6 barriosː
- Bellas Vistas (61)
- Cuatro Caminos (62)
- Castillejos (63)
- Almenara (64)
- Valdeacederas (65)
- Berruguete (66)

## Historia
Los orígenes del barrio se remontan a la guerra de África, en 1860, cuando el ejército victorioso acampaba en la dehesa de Amaniel, al norte de Madrid, mientras se preparaba la entrada triunfal en la capital, que nunca sucedió. En el momento de la entrada del general Leopoldo O'Donnell por la Carretera de Francia, solo habían sido erigidas dos construcciones en Tetuán: la Casa de Olmos y el Parador Nuevo. Alrededor del campamento, que de provisional se iba convirtiendo en permanente, se fueron instalando comerciantes y se creó el barrio conocido hasta hoy como «Tetuán de las Victorias» (por la ciudad marroquí de Tetuán, de donde regresaban los soldados participantes en dicha campaña), barrio obrero habitado por traperos, albañiles y cazadores furtivos. Uno de sus históricos barrios, o enclaves, fue Las Carolinas, al altura de la estación de Alvarado. En la actualidad, una calle recuerda al antiguo barrio, que es mencionado en La Horda (1905), de Vicente Blasco Ibáñez, era donde vivía la abuela del protagonista, Maltrana: "Maltrana dejó a la espalda esta alegría hostil y salió al campo. Pensaba visitar la cabaña de Zaratustra antes de ir a las Carolinas. Hallábase ésta en lo alto de un cerrillo, desde el cual se abarcaba con la vista todo Madrid. Parecía de lejos un montón de escombros y basura".
En la frontera de Madrid, con portazgo y altos impuestos, se establecieron comercios más o menos regulares de productos de alimentación, y merenderos estables a los que acudían en los festivos los vecinos de la capital. Pronto se estableció una plaza de toros que sobrevivió hasta la Guerra Civil (de la que salió dañada para ser derribada en los años cincuenta). Los precios del suelo en la ciudad forzados por la especulación derivada del Ensanche de Castro llevaron a muchos de los que emigraban a Madrid a instalarse en este como en otros barrios del extrarradio. Como muestran las fotografías aéreas de 1927 y ya antes el plano de Facundo Cañadas de 1900 el barrio ya era un arrabal de enorme extensión en el inicio del siglo XX. Los tranvías y luego el metro se construyeron enseguida para rentabilizar el traslado de la mano de obra a la ciudad.
Otro de sus históricos enclaves fue la Huerta del Obispo. En la actualidad, un parque conserva ese nombre, situado entre la calle de Villamil y el Paseo de la Dirección. Como señala Isabel Gea, en Curiosidades y anécdotas de Madrid, la huerta originaria llegaba hasta Cuatro Caminos y era mucho más extensa. En parte de la misma, se ubica en la actualidad el Colegio Nuestra Señora del Buen Consejo, de los PP Agustinos. El prelado poseía también una casa de labor en la finca.
Vicente Blasco Ibáñez, en su obra de 1905 La horda , menciona el paraje:

Junto a la Huerta del Obispo, un camino bordeado de almendros atraía todas las tardes a Isidro y Feli. 
Paseaban cogidos del talle entre los árboles, que extendían sobre sus cabezas una bóveda de flores. Sus corolas rojas, inflamadas, parecían abrirse para saludarles

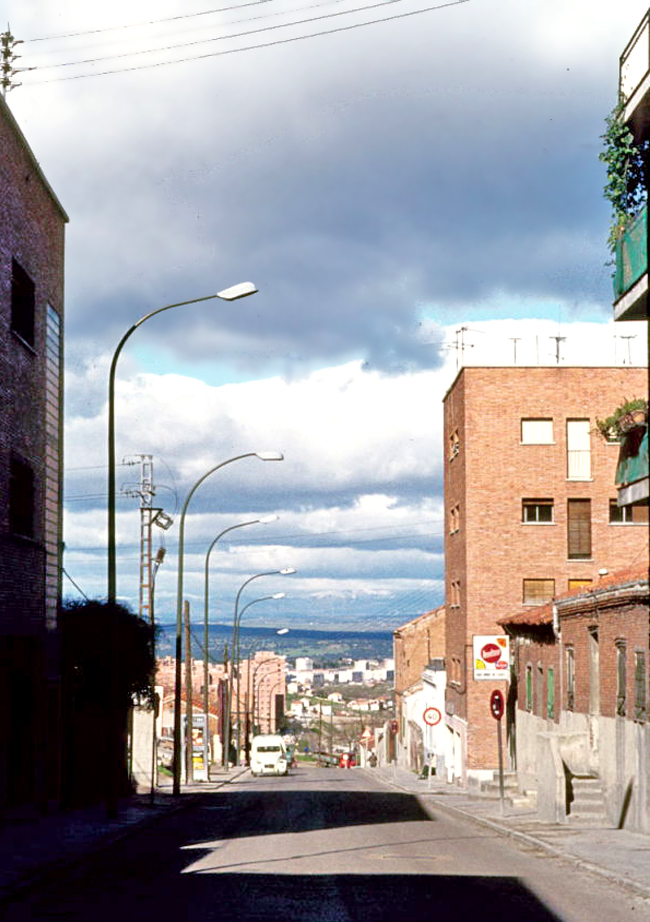
Calle del distrito en la década de 1970

La inauguración de la línea de metro Progreso - Cuatro Caminos en el año 1919, ampliada hasta Tetuán en 1929, potenció el desarrollo del barrio.
Este barrio, que se encontraba en el término municipal de Chamartín de la Rosa, en su expansión hacia el sur se fundió con el llamado arrabal de Cuatro Caminos, y en 1948 fue incorporado a Madrid junto con Chamartín, convirtiéndose en distrito independiente en la división de 1955 y manteniéndose como tal en posteriores divisiones.

## Población

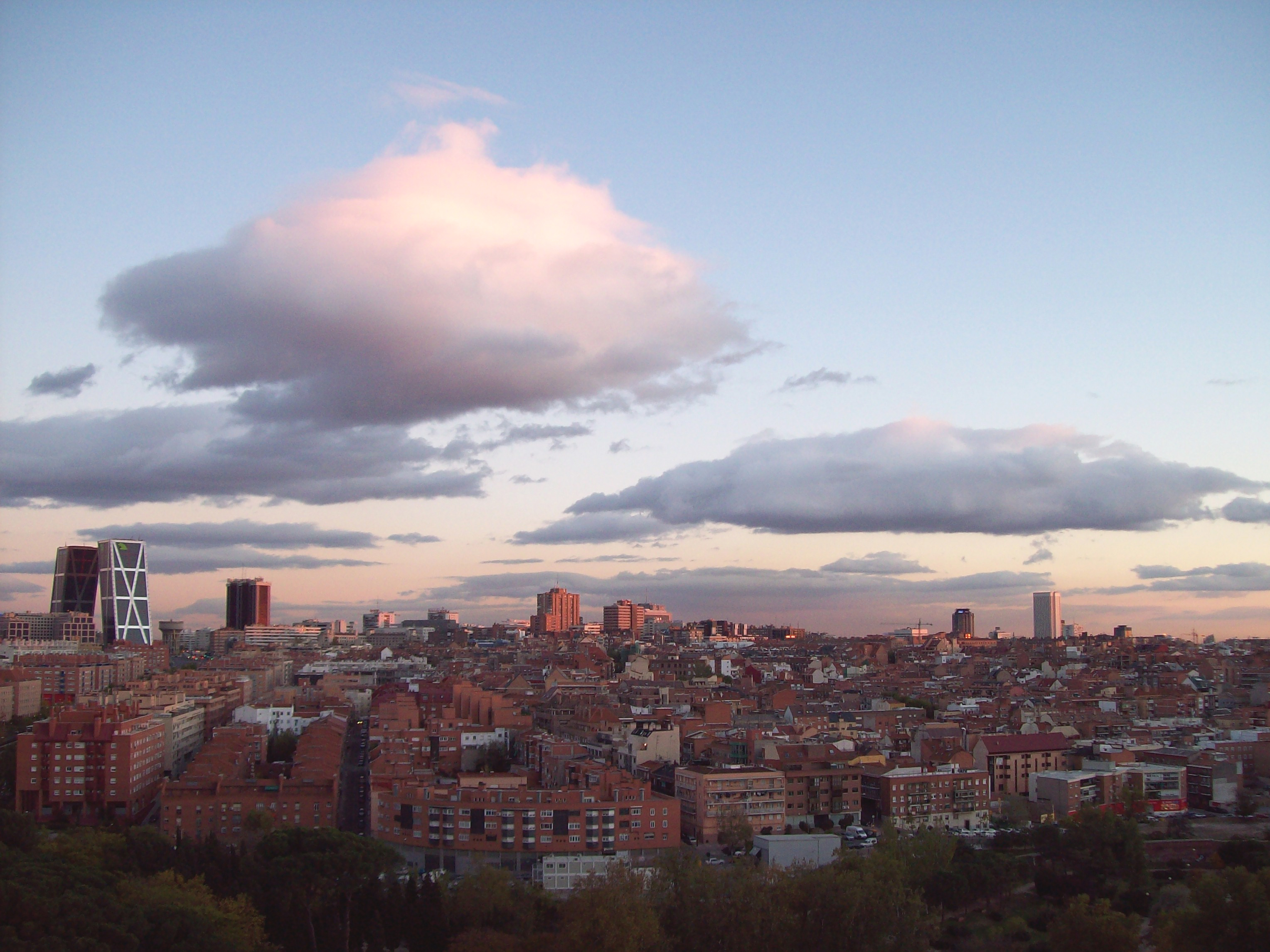
Vista de Tetuán desde el noroeste

La población que reside en Tetuán, según el padrón de 1 de enero de 2002, es de 145 940 personas, concentradas especialmente en los barrios de Cuatro Caminos y Bellas Vistas. El nivel socioeconómico se determina como medio-bajo, con un elevado número de población anciana, si bien esta característica general se contrapone en las zonas de Azca y Castillejos, con niveles de renta muy por encima de la media del distrito. En términos tanto absolutos como relativos, Tetuán es uno de los distritos con mayor población extranjera, en torno al 14 por ciento de su población total. Los barrios con mayor número de extranjeros son Bellas Vistas (20 %), Cuatro Caminos (13,38 %) y Castillejos (13,25 %).
En cuanto al origen de la población residente en el distrito de Tetuán (según datos del Padrón Municipal de Habitantes del Ayuntamiento de Madrid de 2002), en primer lugar se encuentra el colectivo ecuatoriano con cerca de diez mil representantes. Seguidamente el dominicano (1.727), el marroquí (1.640), el colombiano (1.629), el filipino (1.166), y el peruano (1.097).
El tamaño medio de la unidad familiar es inferior a la media de Madrid (de 2,52 en 2001, frente a un 2,71), debido al envejecimiento de la población, con menos hijos viviendo en casa de los padres, si bien se presume una tendencia a la inversa, pues el incremento de la población inmigrante está favoreciendo el progresivo rejuvenecimiento de la población del distrito, ya que su media de edad es inferior y su tasa de natalidad tiende a ser mayor que la de la media municipal, por lo que el porcentaje de niños y jóvenes está aumentando.
Según los datos del Anuario Estadístico del Ayuntamiento de Madrid de 2006, el distrito presenta una alta densidad poblacional de 283 hab/ha (por encima de la media municipal que es de 52,95 hab/ha), la cual se corresponde con la proporción de densidad urbana de 141,6 viviendas/ha en Tetuán (por encima de la media municipal de 28,8 viviendas/ha).
La estructura es mixta y heterogénea, con barrios muy diferentes tanto tipológica como morfológicamente. Se puede decir que la calle de Bravo Murillo funciona como frontera entre las zonas más envejecidas y, en algunos casos más degradadas, y aquellas que han experimentado una transformación urbanística y poblacional más intensiva. Así los barrios de Bellas Vistas, Berruguete y Valdeacederas, presentan una estructura más antigua con viviendas de menor altura de carácter semirrural y cierto "primitivismo" arquitectónico y viales más básicos; en cambio en el otro lado de Bravo Murillo, los barrios de Cuatro Caminos (Azca) y Castillejos presentan una estructura diferente con viales readaptados y viviendas más nuevas, en donde el sector terciario está más desarrollado.
Al norte del distrito se localiza el barrio de Almenara, con la antigua Colonia de la Ventilla, que ha experimentado un importante proceso de transformación, casi concluso, donde la creación de la avenida de Asturias y el derribo de las infraviviendas de los viejos asentamientos y su sustituciuón por viviendas nuevas, ha supuesto una de las infraestructuras urbanísticas más notables en el proceso de modernización del distrito.

## Estadísticas sociales
Con una población de más de 151.000 habitantes (un cinco por ciento respecto a la población total madrileña). De esos ciudadanos, casi 22.400 son niños frente a una población de mayores que supera los 48.900 adultos.
Tetuán aporta al cómputo madrileño el nueve por ciento de la población extranjera, lo que dichos en términos absolutos significa que viven poco más de 35.000 inmigrantes.
Demografía - Totales % respecto a Madrid
- Número de habitantes 151.311 5%
- Población infantil 22.398 4%
- Población de mayores 48.921 11%
- Población extranjera 35.015 9%
- Actividad laboral y económica
- Tasa de actividad 49,72%
- Tasa de paro 11,74%
- Tasa de ocupación 43,89%
- Renta per cápita 21.934 € (2010)[9]

### Principales problemas

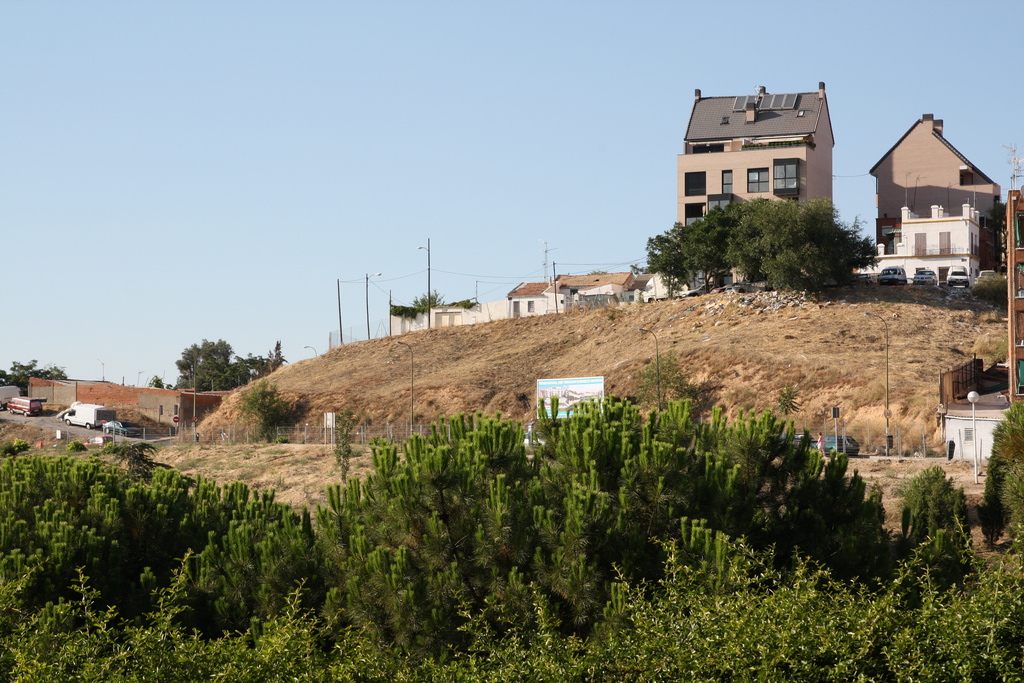
Zona de infraviviendas en el distrito de Tetuán (Madrid)

Tetuán es el distrito con mayores contrastes socioeconómicos: por un lado, su nivel medio se sitúa por encima de la media madrileña, pero, por otro, tiene una importante proporción de población inmigrante que precisa soluciones para su integración.
Una acusada carencia de cultura asociacionista, niveles altos de población muy envejecida y una importante carencia de suelo disponible son los puntos negros de este distrito que, por el contrario, muestra unas buenas comunicaciones y una zona comercial de relevancia para la ciudad.
En agosto de 2014 un grupo de extrema derecha irrumpió en un edificio del distrito, lo cual generó fuertes tensiones. Tras varias denuncias de agresiones a inmigrantes y jóvenes de izquierdas en el distrito, atribuidas a este grupo, y movilizaciones convocadas por los vecinos así como una denuncia del Movimiento contra la Intolerancia, que solicitó la intervención de la Fiscalía de delitos de odio frente a lo que calificó como un «delito de discriminación», la Policía desalojó el edificio un mes después.

## Educación

### Educación infantil, primaria y secundaria

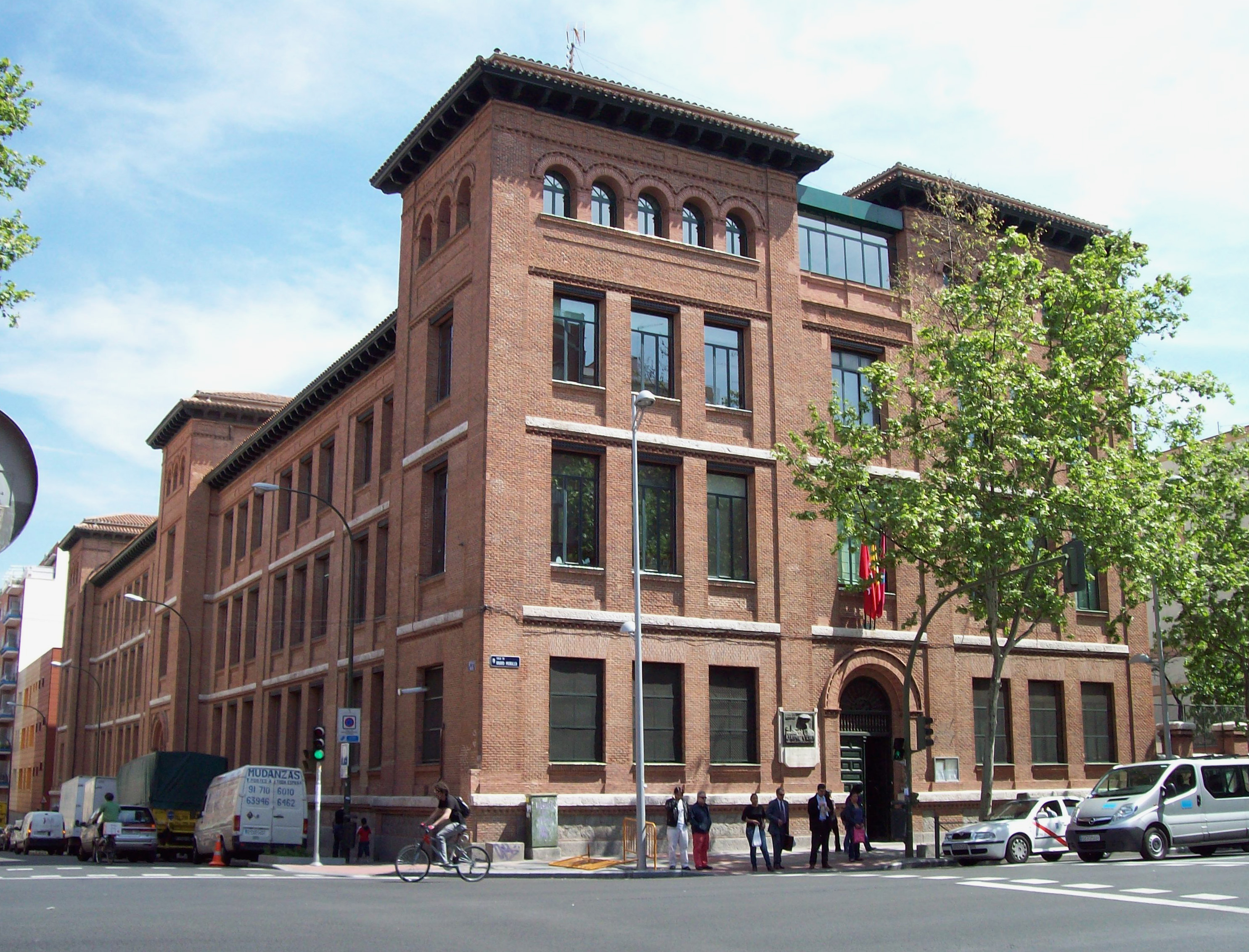
Grupo Escolar Jaime Vera.

En el distrito de Tetuán hay 18 guarderías (6 públicas y 12 privadas), 7 colegios públicos de educación infantil y primaria, 3 institutos de educación secundaria y 8 colegios privados (con y sin concierto).
Como casi todo el centro de Madrid, Tetuán es un barrio que ha recibido una gran población inmigrante. Hijos de ecuatorianos, rumanos, chinos, marroquíes y dominicanos, cada cual con una cultura, tradiciones e incluso lenguas diferentes, conviven en las aulas. Esto obliga a darle mayor relevancia a los proyectos llamados de “integración” y a “compensatoria”, cuyo objetivo es apoyar a los estudiantes con mayores dificultades. Los alumnos disponen de un aula de desdoble en la que un profesor imparte clase a un grupo más reducido para adaptarse mejor a sus necesidades.
En el año 2011 la compensatoria ha tenido que eliminarse en muchos cursos. Para el instituto Jaime Vera, cuyos alumnos son en un 90% hijos de inmigrantes, la pérdida de la compensatoria supone un grave trastorno, ya que algunos de sus estudiantes, que recibían apoyo especial para superar las asignaturas de lengua y matemáticas, ni siquiera hablan español (afirman que llegan incluso a encontrarse con alumnos que nunca habían sido escolarizados). Lo mismo sucede en el IES la Almudena, donde han perdido a uno de los dos profesores de compensatoria y la que queda comparte su jornada laboral con un instituto de Vallecas, de manera que solo pueden ofrecer compensatoria a un grupo.

## Transporte

### Cercanías Madrid
Una estación, Nuevos Ministerios, se encuentra en el extremo sureste del distrito, y en ella se pueden tomar trenes de las líneas C-2, C-3, C-4, C-7, C-8 y C-10.

### Metro de Madrid
La línea 1 es, desde 1929, la principal línea que vertebra el transporte ferroviario de este distrito al discurrir bajo la calle Bravo Murillo. Tiene seis estaciones que prestan servicio al distrito: Plaza de Castilla, Valdeacederas, Tetuán, Estrecho, Alvarado y Cuatro Caminos.

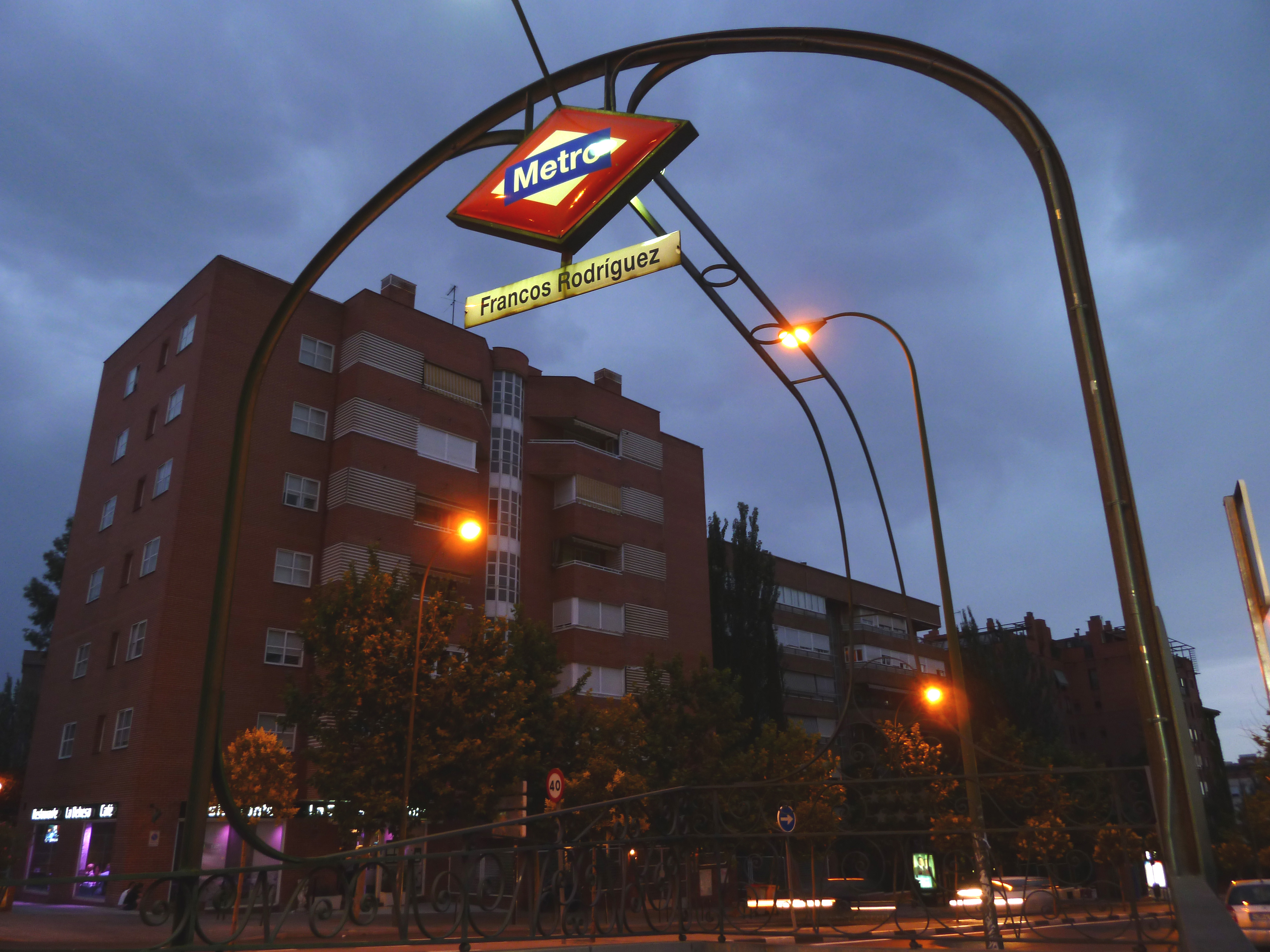
Acceso a la estación de Francos Rodríguez, en la avenida de Pablo Iglesias.

La línea 2 da servicio a la parte sur del distrito con su estación terminal, Cuatro Caminos.
La línea 6 también da servicio a la parte sur al discurrir bajo la calle Raimundo Fernández de Villaverde. Tiene dos estaciones que prestan servicio al distrito: Nuevos Ministerios y Cuatro Caminos.
La línea 7 da servicio a la parte oeste del distrito con una sola estación bajo la Avenida de Pablo Iglesias: Francos Rodríguez.
La línea 8 da servicio al extremo sureste del distrito con una sola estación bajo el Paseo de la Castellana: Nuevos Ministerios.
La línea 9 da servicio al norte del distrito con estaciones bajo la Avenida de Asturias: Ventilla y Plaza de Castilla.
La línea 10 (antes línea 8) da servicio a la parte este del distrito al discurrir bajo el Paseo de la Castellana. Tiene cuatro estaciones que prestan servicio al distrito: Plaza de Castilla, Cuzco, Santiago Bernabeu y Nuevos Ministerios.

### Autobuses
Dentro de la red de la Empresa Municipal de Transportes de Madrid, las siguientes líneas prestan servicio a barrios de este distrito:
| Línea | Terminales                                   |
| ----- | -------------------------------------------- |
| 3     | Puerta de Toledo – San Amaro                 |
| 5     | Sol / Sevilla – Estación de Chamartín        |
| 11    | Marqués de Viana – Barrio Blanco             |
| 14    | Conde de Casal – Pío XII                     |
| 27    | Embajadores – Plaza de Castilla              |
| 37    | Cuatro Caminos – Puente de Vallecas          |
| 40    | Tribunal – Alfonso XIII                      |
| 42    | Plaza de Castilla – Peñagrande               |
| 43    | Felipe II – Estrecho                         |
| 44    | Callao – Marqués de Viana                    |
| 45    | Legazpi – Reina Victoria                     |
| 49    | Plaza de Castilla – Pitis                    |
| 64    | Cuatro Caminos – Pitis                       |
| 66    | Cuatro Caminos – Fuencarral                  |
| 67    | Plaza de Castilla – Bº Peñagrande            |
| 107   | Plaza de Castilla – Hortaleza                |
| 120   | Plaza de Lima – Hortaleza                    |
| 124   | Cuatro Caminos – Lacoma                      |
| 126   | Nuevos Ministerios – Barrio del Pilar        |
| 127   | Cuatro Caminos – Ciudad de los Periodistas   |
| 128   | Cuatro Caminos – Barrio del Pilar            |
| 132   | Moncloa – Hospital La Paz                    |
| 134   | Plaza de Castilla – Montecarmelo             |
| 135   | Plaza de Castilla – Hospital Ramón y Cajal   |
| 147   | Callao – Barrio del Pilar                    |
| 149   | Tribunal – Plaza de Castilla                 |
| 150   | Sol-Sevilla – Virgen del Cortijo             |
| 173   | Plaza de Castilla – Sanchinarro              |
| 174   | Plaza de Castilla – Valdebebas               |
| 175   | Plaza de Castilla – Las Tablas Norte         |
| 176   | Plaza de Castilla – Las Tablas Sur           |
| 177   | Plaza de Castilla – Marqués de Viana         |
| 178   | Plaza de Castilla – Montecarmelo             |
| 179   | Plaza de Castilla - El Pardo                 |
| C1    | Circular 1                                   |
| C2    | Circular 2                                   |
| F     | Cuatro Caminos – Ciudad Universitaria        |
| N21   | Cibeles – Arroyo del Fresno                  |
| N22   | Cibeles – Barrio de La Paz                   |
| N23   | Cibeles – Montecarmelo                       |
| N24   | Cibeles – Las Tablas                         |
| NC1   | Circular 1                                   |
| NC2   | Circular 2                                   |
| SE704 | Plaza de Castilla – Cementerio de Fuencarral |
| SE833 | Plaza de Castilla – Las Tablas               |

| línea      | vías cubiertas sentido ida                                                                    | vías cubiertas sentido vuelta                                                              |
| ---------- | --------------------------------------------------------------------------------------------- | ------------------------------------------------------------------------------------------ |
| 3          | Bravo Murillo, Ávila, General Perón, Plaza de San Amaro                                       | Plaza de San Amaro, General Cabrera, San Germán, Bravo Murillo                             |
| 5          | General Moscardó, Julián Besteiro, San Germán, Paseo de la Castellana                         | Paseo de la Castellana, San Germán, Orense                                                 |
| 11         | Paseo de la Dirección, Marqués de Viana, Sor Ángela de la Cruz                                | Paseo de la Dirección, Marqués de Viana, Sor Ángela de la Cruz                             |
| 27 40 150  | Paseo de la Castellana                                                                        | Paseo de la Castellana                                                                     |
| 42         | Avenida de Asturias, Sinesio Delgado                                                          | Avenida de Asturias, Sinesio Delgado                                                       |
| 43         | General Perón, Juan de Olías, Ávila                                                           | Ávila, General Perón                                                                       |
| 44         | Doctor Federico Rubio y Gali, Ofelia Nieto, Marqués de Viana, Paseo de la Dirección           | Doctor Federico Rubio y Gali, Ofelia Nieto, Marqués de Viana, Paseo de la Dirección        |
| 49         | Bravo Murillo, Torrijos, Capitán Blanco Argibay                                               | Capitán Blanco Argibay, Bravo Murillo                                                      |
| 64         | Bravo Murillo, Lope de Haro, Francos Rodríguez                                                | Francos Rodríguez, Bravo Murillo                                                           |
| 66         | Bravo Murillo, Paseo de la Castellana                                                         | Bravo Murillo, Paseo de la Castellana                                                      |
| 67 134 135 | Paseo de la Castellana, Avenida de Monforte de Lemos                                          | Paseo de la Castellana, Avenida de Monforte de Lemos                                       |
| 124        | Bravo Murillo, Paseo de la Castellana, Avenida de Monforte de Lemos                           | Paseo de la Castellana, Bravo Murillo                                                      |
| 126        | Paseo de la Castellana, San Germán, Bravo Murillo, Lope de Haro, Francos Rodríguez            | Francos Rodríguez, Bravo Murillo, San Germán, Paseo de la Castellana                       |
| 127        | Avenida de Reina Victoria, Doctor Federico Rubio y Gali, Avenida de Pablo Iglesias            | Avenida de Reina Victoria, Doctor Federico Rubio y Gali, Avenida de Pablo Iglesias         |
| 128        | Bravo Murillo, Lope de Haro, Francos Rodríguez, Ofelia Nieto, Villaamil, Camino del Chorrillo | Camino del Chorrillo, Villaamil, Ofelia Nieto, Francos Rodríguez, Bravo Murillo            |
| 147        | Paseo de la Castellana, Avenida de Monforte de Lemos, Sinesio Delgado                         | Sinesio Delgado, Paseo de la Castellana                                                    |
| 149        | Raimundo Fernández de Villaverde, General Moscardó, General Perón, Poeta Joan Maragall        | Poeta Joan Maragall, Bravo Murillo, Rosario Pino, Orense, Raimundo Fernández de Villaverde |
| C1 C2      | Avenida de Reina Victoria, Raimundo Fernández de Villaverde                                   | Avenida de Reina Victoria, Raimundo Fernández de Villaverde                                |

## Tetuán en la literatura
- Vicente Blasco Ibáñez hizo una completa descripción de Tetuán en su novela La horda (1905), en la que describe los barrios que se levantaban en los alrededores de la Carretera Mala de Francia.[20]

- La novela de Óscar Esquivias Viene la noche (2007) está ambientada en el barrio.[21] El mismo autor ambientó en el distrito el cuento "El chino de Cuatroca"[nota 1], incluido primeramente en el libro Madrid, con perdón (Caballo de Troya, 2012) con cuentos de otros autores[22] y recogido finalmente en un recopilatorio de sus publicaciones con el título Andarás perdido por el mundo.[23]

- Miguel Sáez, guionista de series de televisión como Sin tetas no hay paraíso o Al salir de clase, se crio en el barrio y en él ambienta su novela Apaches (Editorial Planeta, 2014), basada en recuerdos autobiográficos y personajes reales a los que cambió el nombre.[24]
- El escritor, guionista y director cinematográfico, Santiago Lorenzo, ambienta su primera novela de 2010, "Los Millones", en el distrito de La Ventilla, o Almenara.
- El escritor Nicolás Melini ambientó su novela La sangre, la luz, el violoncelo (2005) en la calle Bravo Murillo y aledaños. Y en 2023 documenta fotográficamente la calle Bravo Murillo. En su libro de cuentos Talón hay también un cuento ambientado en esta calle.

## Cultura

### Arquitectura
Aún siendo un barrio de escasa antigüedad, posee un patrimonio arquitectónico muy interesante. 
- Diversos edificios del distrito aparecen mencionados como de interés en las publicaciones del colegio de Arquitectos de Madrid, como vivienda popular construida en estilo neomudéjar. Sobreviven algunas colonias de viviendas económicas edificadas en torno al inicio del siglo XX.
- Ayuntamiento de Chamartín de la Rosa y Junta Municipal de Tetuán. Edificio de los años de 1920, restaurado en varias ocasiones en el periodo democrático (desde 1978). Ha sido ampliado hacia su parte posterior en los terrenos del antiguo parque de bomberos, trasladado a la calle Emilia.
- Centro territorial de Innovación y Formación Madrid Capital, antiguo Centro de Formación Profesional Tetuán. Situado en la calle Limonero, es un notable edificio decó, con una distribución interior que se conserva en su mayor parte y que refleja influencias tanto higienistas como racionalistas.
- Cine Europa (actualmente Saneamientos Pereda). Obra de Luis Gutiérrez Soto de 1926 que ha perdido su uso original y buena parte de sus valores plásticos por una intervención abusiva.
- Conjunto de la Parroquia de San Francisco de Sales y Colegio (conocido como "Salesianos de Estrecho"). Su arquitecto (1926-32) fue Joaquín Saldaña y López. Tuvo un papel relevante en la historia al ser sede del Quinto Regimiento durante la guerra civil española. Existen fotos de Miguel Hernández en el patio, con las características ventanas redondas como fondo. La iglesia está construida en ladrillo neomudéjar pero su planta central y desarrollo en semicúpulas es neobizantina. Su cúpula, que estuvo decorada hasta un incendio accidental, es una de las mayores de Madrid (la tercera, después de San Francisco el Grande y la de la iglesia de San Agustín).
- Colegio Jaime Vera, calle de Bravo Murillo. Construido por Antonio Flórez Urdapilleta en su característico estilo, es una de las obras mayores de la arquitectura escolar. Como todos los trabajos de este arquitecto muestra un interesante sincretismo entre la continuación de una estética vernácula, en la tradición del neomudéjar madrileño, y el racionalismo. Muy cerca (aproximadamente en la Glorieta de Cuatro Caminos) está el colegio Cervantes del mismo autor (en el distrito de Chamberí). Ampliado varias veces, la última obra de restauración añadió una discutible terraza cerrada que altera la fachada principal.
- Instituto Jaime Vera (antiguo Colegio Nacional Emilio Castelar), calle de Infanta Mercedes. Relacionado con el colegio homónimo, este notable edificio de aire racionalista en el estilo entre barroco civil y decó del autor, Bernardo Giner de los Ríos, incluyó una piscina cubierta en su proyecto. Ambos centros escolares estuvieron encuadrados en la política de construcciones escolares del periodo de la Segunda República.
- Palacio de Congresos y Exposiciones, en la plaza de Joan Miró y Paseo de la Castellana. Destaca en su fachada el notable friso de Joan Miró y Josep Llorens i Artigas.
- Castellana 81 (antes Edificio Banco de Bilbao y Edificio BBVA). En la fachada este del distrito y cerca de su extremo sur, esta notable obra de ingeniería y arquitectura fue diseñada por Francisco Javier Sáenz de Oíza y Carlos Fernández Casado entre otros. Atravesando su cimentación discurre el Túnel de la risa, enlace ferroviario entre las estaciones de Chamartín y Atocha.
- Torre Picasso en la plaza de Pablo Ruiz Picasso (AZCA), de Minoru Yamasaki.
- Iglesia del Cristo de la Misericordia, calle de Numancia n.º 8, diseñada por José Antonio Corrales, ejemplo de la arquitectura religiosa inspirada en el Concilio Vaticano II.
- Iglesia de San Francisco Javier y San Luis Gonzaga y Escuela de Formación Profesional Padre Piquer, conjunto diseñado por el arquitecto Rodolfo García-Pablos y construido entre 1965-1969.

Arquitectura desaparecida
- Plaza de toros de Tetuán. Ubicada en la calle de Bravo Murillo, poco después de la calle Marqués de Viana, era de escaso valor estético y se conservan pocos documentos gráficos de ella. Desapareció en los años cincuenta tras ser dañada en la Guerra Civil.

### Escultura en lugares públicos

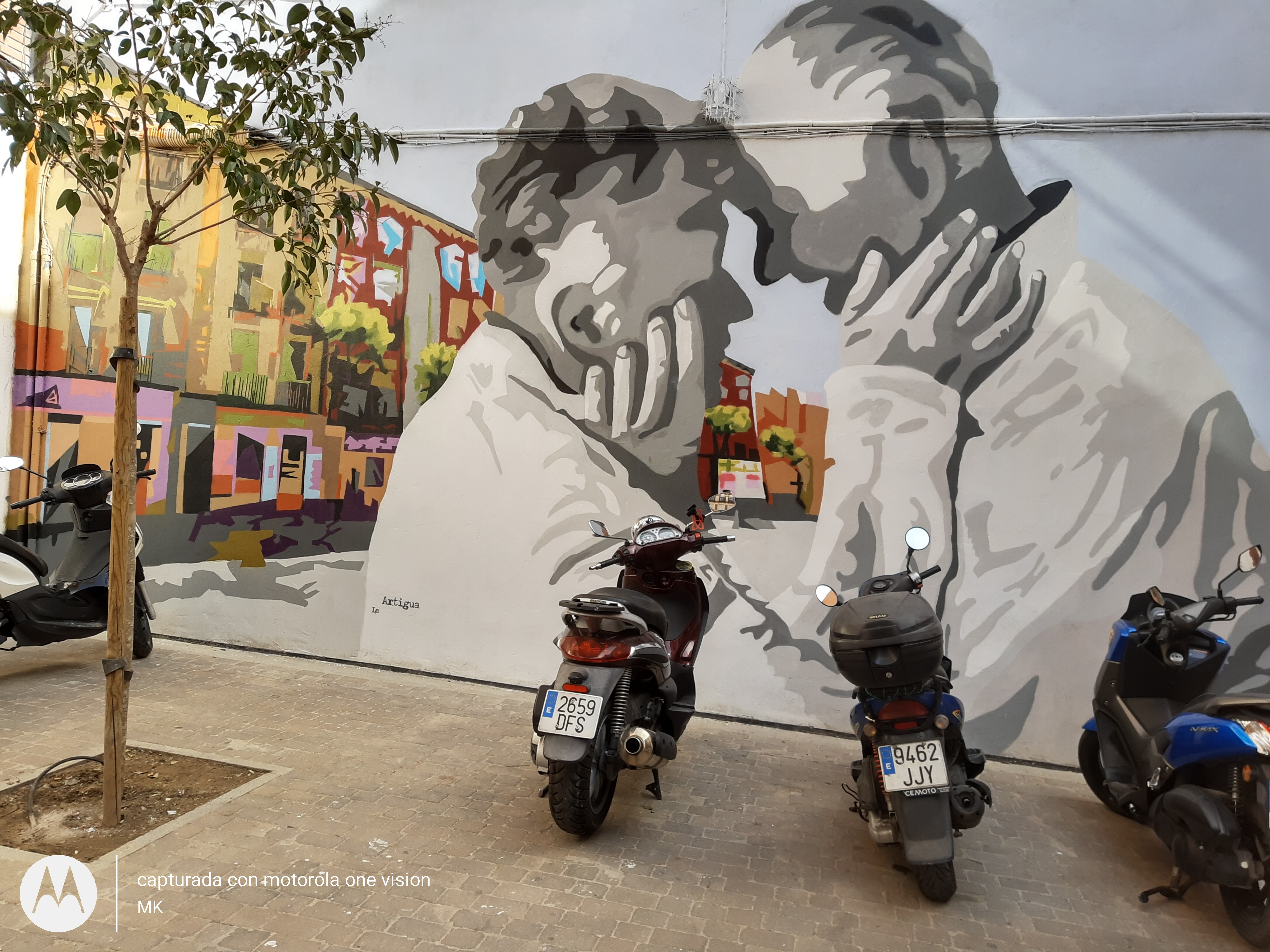
Mural de la calle Almansa

El distrito posee gran abundancia de esculturas en lugares públicos, con obras de Pablo Serrano, Andreu Alfaro, Vicente Larrea y de Eduardo Chillida. En la calle que ahora lleva su nombre (en la esquina con Marqués de Viana) tuvo su estudio el escultor Ricardo Bellver, autor del Ángel Caído del Parque del Retiro.

### Cine rodado en Tetuán
El distrito de Tetuán ha acogido multitud de rodajes cinematográficos a lo largo de la historia del cine español. Entre las películas están las siguientes: El último caballo (Edgar Neville, 1950), Un millón en la basura (José María Forqué, 1967), Camada negra (Manuel Gutiérrez Aragón, 1977), Amantes (Vicente Aranda, 1991), Amo tu cama rica (Emilio Martínez Lázaro, 1991), Abre los ojos (Alejandro Amenábar, 1997), Carne trémula (Pedro Almodóvar, 1997), En la puta calle (Enrique Gabriel, 1997), Cosas que dejé en La Habana (Manuel Gutiérrez Aragón, 1997), Segunda piel (Gerardo Vera, 1999), La caja 507 (Enrique Urbizu, 2002), Los novios búlgaros (Eloy de la Iglesia, 2003), La flaqueza del bolchevique (Manuel Martín Cuenca, 2003), Volver (Pedro Almodóvar, 2006) y En los márgenes (Juan Diego Botto, 2002).

### Día de la Infancia
El Día de la Infancia es un evento anual organizado por la Junta Municipal del distrito, destinado a niños y jóvenes, a lo largo de toda la calle Bravo Murillo, entre las glorietas de Plaza de Castilla y Cuatro Caminos. Cuenta con actividades participativas basadas en valores formativos, educativos, culturales y solidarios.
La fiesta se organizó por primera vez en 1981, impulsada por el alcalde Enrique Tierno Galván, como colofón de la I Semana de Participación Cultural del distrito.Aquel año fue más una fiesta popular: charangas, carreras de sacos, de burros o concurso de disfraces. Continuó creciendo durante los siguientes años, y fueron añadiéndose nuevos atractivos a su programación como espectáculos, juegos populares, talleres educativos, actividades deportivas como baloncesto o ajedrez, pasacalles, malabares, teatro, baile, desfiles de gigantes y cabezudos, atracciones infantiles como tirolinas o hinchables; a lo largo de todo el distrito, aunque en sus primeras ediciones fue sólo por la tarde.
En 1985 veinte paracaidistas aterrizaron en plena calle. Tiempo después, fueron proliferando cada vez más puestos patrocinados por empresas, aunque también espacios diseñados por entidades locales y asociaciones. Desde el inicio estuvo presente las exhibiciones de la policía municipal y de los bomberos con su espuma.
El evento suele celebrarse en mayo, excepto en 2018 que tuvo lugar en junio, en 2019 que por coincidir con las elecciones se retrasó a septiembre y en 2020 y 2021 que, debido a la pandemia de COVID-19, no se celebró y se retrasó al mes de noviembre respectivamente.
Hasta 2015 se conoció como Día del Niño, nombre original dado por Tierno Galván en 1981, hasta que, a inicativa del ayuntamiento presidido por Manuela Carmena, a partir de 2016 pasó a denominarse Día de la Infancia, con el objetivo de un lenguaje más inclusivo. Con el cambio de consistorio en 2019 volvió a su nombre original hasta 2024, que a inicativa del grupo municipal Más Madrid, retornó a su nombre actual.

## Hijos célebres y residentes ilustres
- Cipriano Mera: albañil, trapero y militante anarcosindicalista[31]
- Pablo d'Ors: reside en Tetuán, en una casa con torreón[32]
- Leopoldo de Luis: poeta, residió en Tetuán hasta su fallecimiento; en el distrito hay una plaza con su nombre.[33]
- Jarfaiter: rapero originario de Piedralaves (Ávila) y asentado en el barrio de Cuatro Caminos.

## Política
| Partidos                  | Votos  | Porcentaje |
| ------------------------- | ------ | ---------- |
| PP                        | 27 152 | 33.2 %     |
| Podemos-IU-Equo-CLIAS     | 18 984 | 23.21 %    |
| PSOE                      | 18 228 | 22.29 %    |
| Cs                        | 14 590 | 17.84 %    |
| PACMA                     | 998    | 1.22 %     |
| Vox                       | 357    | 0.44 %     |
| UPyD                      | 335    | 0.41 %     |
| PCPE                      | 280    | 0.34 %     |
| Recortes Cero-Grupo Verde | 221    | 0.27 %     |
| FE de las Jons            | 107    | 0.13 %     |
| PH                        | 53     | 0.06 %     |
| P-LIB                     | 23     | 0.03 %     |
| SAIN                      | 20     | 0.02 %     |